# Lonchaea laxa
Lonchaea laxa är en tvåvingeart som beskrevs av Collin 1953. Lonchaea laxa ingår i släktet Lonchaea och familjen stjärtflugor. Arten har ej påträffats i Sverige. Inga underarter finns listade i Catalogue of Life.